# Ludwig Donath
Pour les articles homonymes, voir Donath.
Ludwig Donath (parfois crédité Louis Donath) est un acteur autrichien, né le 6 mars 1900 à Vienne (Autriche), mort d'une leucémie le 29 septembre 1967 à New York (État de New York, États-Unis).

## Biographie
Ludwig Donath débute au théâtre en 1919, au Volkstheater (Vienne). Puis il se produit également au Théâtre Kammerspiele de Munich et à Berlin (entre autres), jusqu'en 1933. Cette année-là, avec l'accession au pouvoir en Allemagne d'Adolf Hitler, il choisit de quitter ce pays, étant opposé au nazisme. En 1937-1938, il joue encore au Theater an der Wien (à Vienne), mais à la suite de l'Anschluss de 1938, il émigre aux États-Unis en 1940 (après un passage par la Suisse) et s'y installe définitivement.
Si l'on excepte un film muet autrichien en 1921 (sa première apparition à l'écran), un film allemand en 1932, et un film suisse en 1938, la filmographie de Ludwig Donath comprend majoritairement des films américains, quarante-cinq au total, entre 1942 et 1953, avant deux derniers films en 1966 (l'ultime est Le Rideau déchiré d'Alfred Hitchcock, un de ses plus connus). Notons qu'au début des années 1940, il participe à plusieurs films de propagande anti-nazie ; mentionnons The Strange Death of Adolf Hitler en 1943, où il personnifie Adolf Hitler et un sosie de celui-ci.
À la télévision, de 1949 à 1966, il apparaît dans trente-deux séries, puis un téléfilm diffusé en 1968 (l'année suivant sa mort).
À New York, Ludwig Donath joue au théâtre à Broadway (et "Off-Broadway"), entre 1951 et 1964, dans six pièces et une comédie musicale (cette dernière, She Loves Me (en), s'inspire d'une pièce ayant fait l'objet de plusieurs adaptations au cinéma, la plus notoire étant The Shop Around the Corner en 1940).

## Filmographie partielle

### Au cinéma
- 1932 : Mädchen zum Heiraten de Wilhelm Thiele
- 1942 : Quelque part en France (Reunion in France) de Jules Dassin
- 1942 : Lady from Chungking de William Nigh
- 1943 : Les bourreaux meurent aussi (Hangmen also die) de Fritz Lang
- 1943 : Un espion a disparu (Above Suspicion) de Richard Thorpe
- 1943 : The Strange Death of Adolf Hitler de James Patrick Hogan
- 1943 : Vivre libre (This Land is Mine) de Jean Renoir
- 1943 : La Nuit sans lune (The Moon Is Down) d'Irving Pichel
- 1944 : L'Odyssée du docteur Wassell (The Story of Dr. Wassell) de Cecil B. DeMille
- 1944 : Tampico, de Lothar Mendes
- 1944 : Hitler et sa clique (The Hitler Gang) de John Farrow
- 1944 : La Septième Croix (The Seventh Cross) de Fred Zinnemann

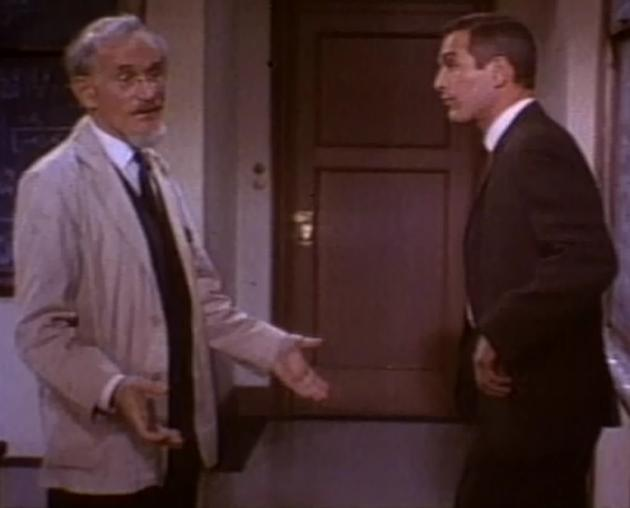
Avec Paul Newman (à d.), dans Le Rideau déchiré (1966)

- 1946 : Le Roman d'Al Jolson (The Jolson Story) d'Alfred E. Green
- 1946 : Les Indomptés (Renegades) de George Sherman
- 1946 : Gilda de Charles Vidor
- 1948 : Opium (To the Ends of the Earth) de Robert Stevenson
- 1949 : Passion fatale (The Great Sinner) de Robert Siodmak
- 1949 : Aventure en Irlande (The Fighting O'Flynn)  d'Arthur Pierson
- 1949 : Je chante pour vous (Jolson sings again) d'Henry Levin
- 1949 : Le Faiseur (The Lovable Cheat) de Richard Oswald
- 1950 : Le Sous-marin mystérieux (Mystery Submarine) de Douglas Sirk
- 1950 : The Killer That Stalked New York d’Earl McEvoy
- 1951 : Le Grand Caruso (The Great Caruso) de Richard Thorpe
- 1951 : Journey Into Light de Stuart Heisler
- 1951 : Sirocco de Curtis Bernhardt
- 1952 : Sans maman (My Pal Gus) de Robert Parrish
- 1953 : Les Péchés de Jézabel (Sins of Jezebel) de Reginald Le Borg
- 1953 : Le Prince de Bagdad (The Veils of Bagdad) de George Sherman
- 1966 : Le Rideau déchiré (Torn Curtain) d'Alfred Hitchcock

### À la télévision
Séries, sauf mention contraire
- 1962-1963 : Les Accusés (The Defenders), Saison 2, épisode 9 The Avenger (1962) de Stuart Rosenberg ; Saison 3, épisode 3 The Captive (1963) de Charles S. Dubin
- 1963 : La Quatrième Dimension (The Twilight Zone), Saison 4, épisode 4 Il est vivant (He's alive) de Stuart Rosenberg
- 1963 : Bonanza, Saison 4, épisode 24 The Way of Aaron
- 1966 : Des agents très spéciaux (The Man from U.N.C.L.E.), Saison 3, épisodes 11 et 12 L'Espion au chapeau vert, 1re et 2e parties (The Concrete Overcoat Affair, Parts I & II) de Joseph Sargent
- 1966 : Le Fugitif (The Fugitive), Saison 4, épisode 13 The Blessing of Liberty de Joseph Pevney
- 1968 : To Die in Paris, téléfilm de Charles S. Dubin et Allen Reisner

## Théâtre (sélection)
Pièces jouées à Broadway, sauf mention contraire
- 1951 : Four Twelves are 48 de Joseph Kesselring, mise en scène d'Otto Preminger, avec Royal Dano, Anne Revere, Ernest Truex
- 1954 : Abie's Irish Rose d'Anne Nichols
- 1956 : La Mouette (The Seagull) d'Anton Tchekhov, adaptation de Constance Garnett, avec Tom Bosley, Betty Field, Barbara O'Neil (Off-Broadway)
- 1959 : Only in America de Jerome Lawrence et Robert E. Lee, d'après un roman d'Harry Golden, mise en scène et production d'Herman Shumlin, avec Alan Alda, Enid Markey, Nehemiah Persoff
- 1960 : The Deadly Game de James Yaffe, avec Claude Dauphin, Pat Hingle
- 1963-1964 : She Loves Me, comédie musicale, musique de Jerry Bock, lyrics de Sheldon Harnick, livret de Joe Masteroff, d'après la pièce Illatszertár (Parfumerie en anglais) de Miklós László, avec Jack Cassidy, Barbara Cook